# Gottjärnen
Gottjärnen är en sjö i Ånge kommun i Medelpad och ingår i Ljungans huvudavrinningsområde. Sjön har en area på 0,133 kvadratkilometer och ligger 311,7 meter över havet.

## Delavrinningsområde
Gottjärnen ingår i det delavrinningsområde (693751-151461) som SMHI kallar för Ovan 693444-151885. Medelhöjden är 247 meter över havet och ytan är 24,77 kvadratkilometer. Räknas de 46 avrinningsområdena uppströms in blir den ackumulerade arean 201,4 kvadratkilometer. Getterån som avvattnar avrinningsområdet har biflödesordning 2, vilket innebär att vattnet flödar genom totalt 2 vattendrag innan det når havet efter 84 kilometer. Avrinningsområdet består mestadels av skog (87 procent). Avrinningsområdet har 0,41 kvadratkilometer vattenytor vilket ger det en sjöprocent på 1,6 procent.